# Qinornis paleocenica
Qinornis paleocenica (цінорніс) — вид викопних птахів, що існував в палеоцені, близько 61 млн років тому.

## Скам'янілості
Відомий з фрагмента задньої кінцівки, що знайдений у відкладеннях формації Фаньгу у повіті Лонань провінції Шеньсі в Китаї. Кістки стопи були не повністю зрощені одна з одною, що характерно для незрілих птахів.